# Хулин
«Хулин», или «Хуллин», др.-евр. חולין ‬, chulin (мн. ч. от חול‬, «профанное», «несвященное») — трактат в Мишне, Тосефте и Вавилонском Талмуде, в разделе «Кодашим» («Святыни»). Трактат посвящён законам, связанным с кошерностью продуктов животного происхождения.

## Название трактата
Трактат, посвящённый обыкновенной, несвященной пище, вошёл в раздел Мишны «Кодашим» («Святыни») вследствие того, что большая часть жертвоприношений в иудаизме производилась из животных, и почти все законы, касающиеся обычного мяса, относились и к мясу жертв. Изначальным названием трактата было שחיטת חולין (шхитат хулин), «Забой несвященных животных», аналогично тому, как трактат, посвящённый жертвоприношениям, назывался שחיטת קדשים (шхитат кодашим), «Забой сакральных животных». Вынесенное в заголовок трактата слово חול восходит к корню חלל «пустота» и означает «отсутствие святости», понимаемой не в моральном смысле, но исключительно в смысле высшего, божественного предназначения предмета. Например, будние дни, в отличие от субботы и праздников, называются ימי חול — букв. «несвятые дни». Пища растительного происхождения, от которой отделены доли, полагающиеся беднякам, священникам-ааронидам и левитам, также называется «хулин». В трактате под словом «хулин» понимаются животные, относительно которых нет намерения предназначить их для жертвоприношения или посвятить их храму, а также полученные из них продукты питания — мясо, молоко, яйца и т. п..

## Предмет рассмотрения
В законе Моисея имеется множество правил и запретов, касающихся кошерности мяса. Само право есть мясо изложено в отдельном постановлении:

Когда только пожелает душа твоя, можешь заколать и есть, по благословению Господа, Бога твоего, мясо, которое Он дал тебе, во всех жилищах твоих: нечистый и чистый могут есть сие, как серну и как оленя… Если далеко будет от тебя то место, которое изберет Господь, Бог твой, чтобы пребывать имени Его там, то заколай из крупного и мелкого скота твоего, который дал тебе Господь [Бог твой], как я повелел тебе, и ешь в жилищах твоих, по желанию души твоей.
— Втор. 12:15, 21
Ограничения по кошерности мяса:
- В пищу разрешено мясо только от определённых видов животных. Признаки разрешённых в пищу животных подробно изложены в Лев. 11 и Втор. 14:4—20.
- Запрещено есть падаль (נבלה, невела, Втор. 14:21).
- Запрещено есть мясо животного, которое в момент убоя уже имело несовместимое с жизнью повреждение (טרפה, трефа — букв. «растерзанное», Исх. 22:30).
- Запрещена кровь животных и птиц (Лев. 7:26 и во многих других местах).
- Запрещено есть внутренний жир («тук», Лев. 7:23).
- Запрещён седалищный нерв (Быт. 32:33).
- Запрещено варить козлёнка в молоке его матери (повторяется троекратно: Исх. 23:19, 34:26, Втор. 14:21; из этого выводится запрет готовить и как-либо использовать смеси мяса крупного и мелкого скота с молоком).

Кроме того, имеется ряд предписаний, несоблюдение которых, однако, на кашрут не влияет:
- Зарезавший дикого зверя или птицу должен пролитую кровь покрыть землёй (Лев. 17:13);
- Нельзя зарезать мать и детеныша в один день (Лев. 22:28);
- Из птичьeго гнезда нельзя забрать вместе с птенцами и мать; последнюю надо отпустить на волю (Втор. 22:6, 7);
- Из каждой зарезанной израильтянином скотины следует выделить в дар какому-нибудь священнику плечо, челюсть и желудок; также надо отдавать священнику долю от стрижки овец (Втор. 18:3—5).

В иудаизме по очень древней традиции применяется способ ритуального убоя скота — шхита (שחיטה); животное, забитое другим способом, считается падалью, и есть его запрещено. Законоучители пытались отыскать основу для этого постановления в Торе и в итоге постановили, что это галаха, данная Моисею устно. Как намёк на использование шхиты трактуется выражение «заколай…, как я (Моисей) повелел тебе» из Втор. 12:21.
Рассмотрение всех вышеизложенных законов и составляет содержание трактата «Хулин». Он представляет собой единственный в Талмуде трактат, где законы о кошерности пищи изложены вне связи с институтом ритуальной чистоты и храмовым культом, а потому соблюдаются еврейскими общинами и в настоящее время.

## Содержание
Трактат «Хулин» в Мишне состоит из 12 глав и 73 параграфов.
- Глава первая описывает порядок совершения шхиты и сравнивает её с особым способом убоя жертвенных птиц — «меликой» (מליקה). Затем, по характерной для Талмуда ассоциации идей, Мишна переходит к сравнению других явлений самого разнообразного толка.
- Глава вторая посвящена вопросам годности совершённой шхиты.
- Глава третья описывает признаки смертельных телесных повреждений, делающих животное негодным в пищу («трефой»). Здесь же излагаются признаки кошерных животных.
- Глава четвёртая посвящена вопросу кошерности зародышей животных. Устанавливается, что зародыш, извлечённый из чрева скотины, зарезанной правильным образом, кошерен без шхиты.
- Глава пятая разбирает закон, запрещающий резать мать и плод в один день (Лев. 22:28).
- Глава шестая трактует предписание ο покрытии землёй крови птиц и диких животных (Лев. 17:13).
- Глава седьмая рассматривает закон ο седалищном нерве (גיד הנשה, Быт. 32:33).
- Глава восьмая посвящена запрету смешивания мяса с молоком. К запрету смешивать молоко и мясо кошерного скота раввины добавляют мясо кошерных зверей (оленя и т. п.) и птиц. Рыба, саранча и некошерные животные под запрет не попадают.
- Глава девятая рассматривает вопрос о ритуальной чистоте мяса и других частей тела животных: в каких случаях они становятся источником нечистоты в качестве падали, а в каких становятся восприимчивы к нечистоте в качестве пищи. Тематически эта глава относится скорее не к пятому, а к шестому разделу Мишны, который, собственно, и посвящён вопросам ритуальной чистоты.
- Глава десятая трактует предписание отдавать священнику долю от мяса: плечо, челюсти и желудок (Втор. 18:3).
- Глава одиннадцатая — рассматривает предписание о выделении священникам доли из стрижки овец (Втор. 18:4). Установлено, что отдавать долю следует при наличии не менее пяти овец, в количестве 5 сел (примерно 75 грамм — размер, достаточный для изготовления небольшого шерстяного изделия).
- Глава двенадцатая рассматривает запрет взять из гнезда мать вместе с птенцами (Втор. 22:6, 7).[1]

## Интересные факты
- Гемара трактата «Хуллин» служит не только разъяснением Мишны, но и дальнейшим развитием её основных положений, и всегда с тенденцией к отягощению законов, что особенно замечается в законах ο «терефе»[2] и ο смеси молочного с мясным[1].
- В Тосефте 2:20-24 говорится об отношении к еретикам, в том числе к иудеохристианам; отношение это крайне негативное.
- В Вавилонском Талмуде, 59б в ходе описания признаков кошерных животных упоминается единорог.
- В Мишне 9:6 приводится мнение о том, что существуют мелкие, похожие на мышей животные, состоящие наполовину из земли.
- В Вавилонском Талмуде, 94а приводится утверждение: «Запрещается красть сознание людей, хотя бы и язычников»: запрещено, например, приглашать человека в гости или предлагать ему подарок, заранее зная, что тот откажется.
- Трактат завершается рассуждением о пользе исполнения заповедей: если о лёгкой заповеди отпускания птицы-матери сказано: «мать пусти, а детей возьми себе, чтобы тебе было хорошо, и чтобы продлились дни твои» (Втор. 22:7), тем более это касается других заповедей Торы (Мишна, 12:5).